# Forteresse de Zamość
 (novembre 2023).
Si vous disposez d'ouvrages ou d'articles de référence ou si vous connaissez des sites web de qualité traitant du thème abordé ici, merci de compléter l'article en donnant les références utiles à sa vérifiabilité et en les liant à la section « Notes et références ».
La forteresse de Zamość, en polonais : Twierdza Zamość, est un ensemble de fortifications bastionnées entourant le centre historique de la ville polonaise de Zamość. Elle a été construite entre 1579 et 1618 à l'initiative de Jan Zamoyski, fondateur de la ville. Une des plus grandes forteresses de la république des Deux Nations, et elle a résisté aussi bien aux Cosaques qu'aux Suédois lors du Déluge des années 1650. Elle a subi six sièges entre 1648 et 1831, avant d'être désaffectée en 1866, puis partiellement détruite dans les années suivantes.

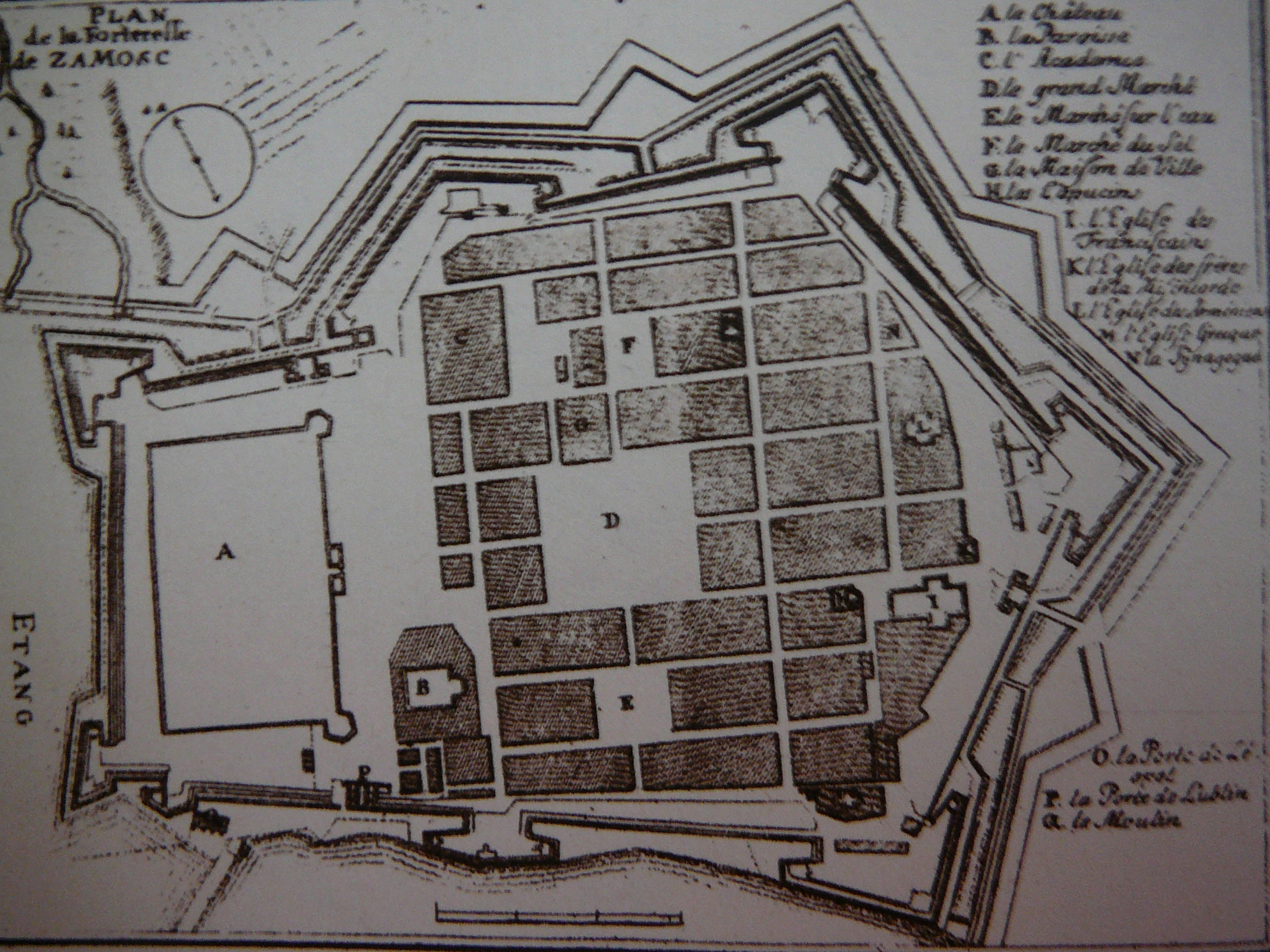
Plan de la forteresse (milieu du XVIIe siècle).

## Démolition et époque actuelle

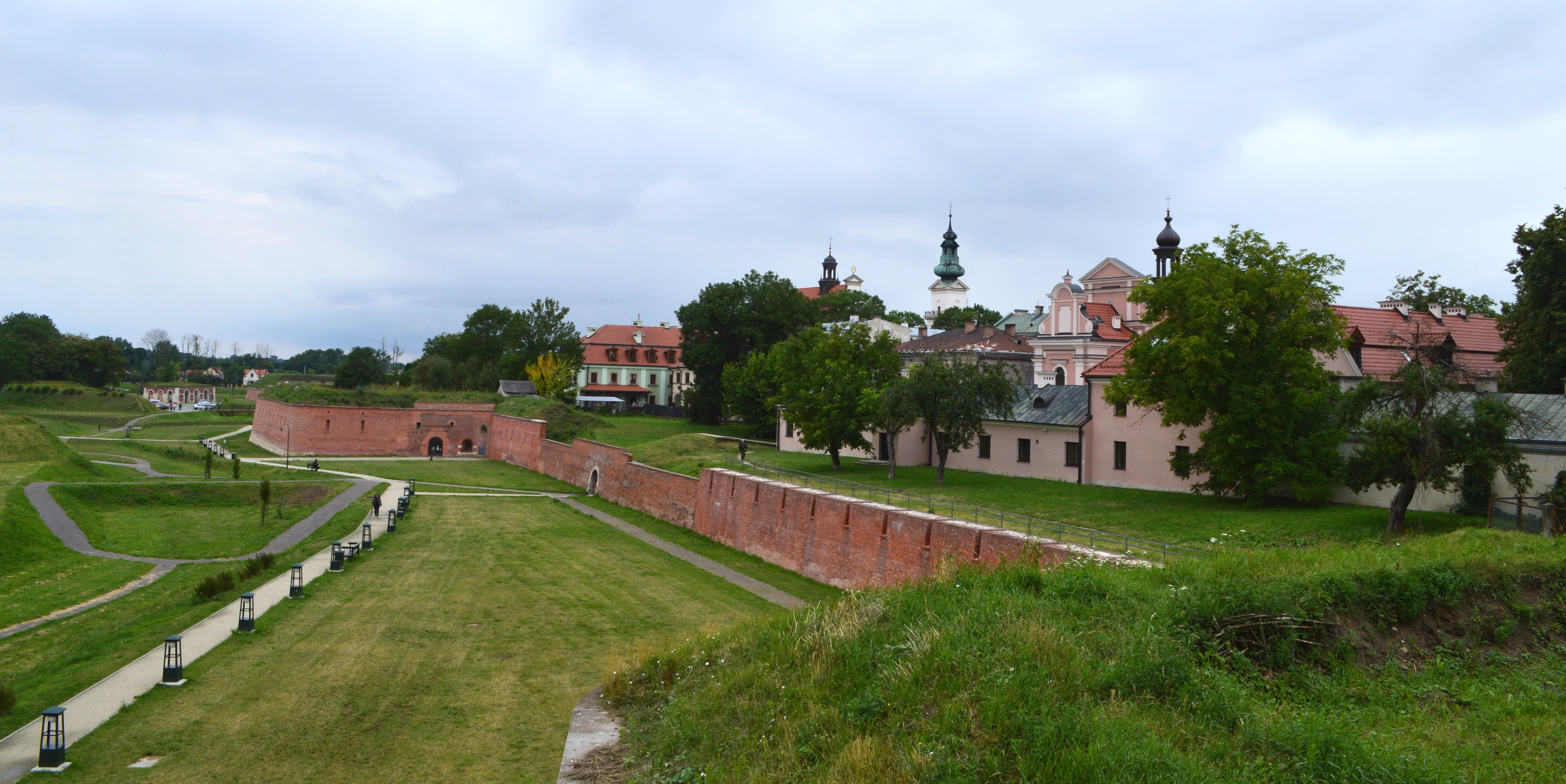
Vue d'une partie des murailles et d'un bastion encore existant.